# Zephyranthes fosteri
Zephyanthes fosteri es una especie de planta bulbosa perteneciente a la familia de las amarilidáceas. Es endémica de América Central con distribución en México.